# 姆萬扎縣
15°35′S 34°35′E / 15.583°S 34.583°E
姆萬扎縣（Mwanza District）是馬拉維南部的一個縣，屬於南部區的一部分，該縣北臨恩切乌县，東北面是巴拉卡縣，東接布蘭太爾縣，南毗奇夸瓦县，西鄰莫桑比克，面積2,259平方公里，人口138,015。